# 腺蕊杜鹃
腺蕊杜鹃（学名：Rhododendron codonanthum）为杜鹃花科杜鹃花属下的一个种。

## 扩展阅读
維基物種上的相關：腺蕊杜鹃